# Epidendrum parkinsonianum
Coilostylis parkinsoniana là một loài thực vật có hoa trong họ Lan. Loài này được Hook. mô tả khoa học đầu tiên năm 1840.